# Georges Hage
Pour les articles homonymes, voir Hage (homonymie).
Georges Hage , né le 11 septembre 1921 à Douai (Nord) et mort le 21 janvier 2015 dans la même ville, est un homme politique français.
Membre du Parti communiste français, il est député du Nord de 1973 à 2007, dans la seizième circonscription du Nord, située dans le bassin minier, vice-président de l'Assemblée nationale de 1988 à 1993 et de 1994 à 1995. Il est conseiller général du Nord de 1970 à 1982 et conseiller régional du Nord-Pas-de-Calais de 1974 à 1992.

## Biographie
Fils de coiffeur, Georges Hage est professeur d'éducation physique à l'école normale supérieure d'éducation physique. Militant syndical du Syndicat national de l'éducation physique, il mène le mouvement social contre le plan Soisson en 1979[réf. nécessaire]. Il adhère au parti communiste en 1957 et dévient l'un des responsables de la fédération du Nord en 1968.
Conseiller général (1970 - 1982), conseiller municipal de Douai (1971 - 1995), il devient député PCF en 1973 en succédant au député communiste Arthur Ramette. Il est réélu sans discontinuer jusqu'en 2007, date à laquelle son suppléant Jean-Jacques Candelier lui succède. Il fut deux fois vice-président de l'Assemblée nationale, de 1988 à 1993 puis de 1994 à 1995.
Opposé à la gauche plurielle et à la transformation du PCF engagée par Robert Hue, il entre en dissidence avec son parti et participe à la fondation du Pôle de renaissance communiste en France (PRCF), dont il devient le président d'honneur .
Georges Hage meurt le 21 janvier 2015 à l'âge de 93 ans,. Très apprécié dans le Nord, le quotidien régional La Voix du Nord salue un homme « convivial, affable, pétillant, subtil, éloquent, fait de droiture et d'intégrité, fidèle à son idéal révolutionnaire, orateur de grand talent, plein d'esprit, fin politique, perfectionniste, humaniste, anticolonialiste, progressiste, cultivé, gourmand de la langue et de culture française ... ».
Il est enterré au cimetière de Douai.

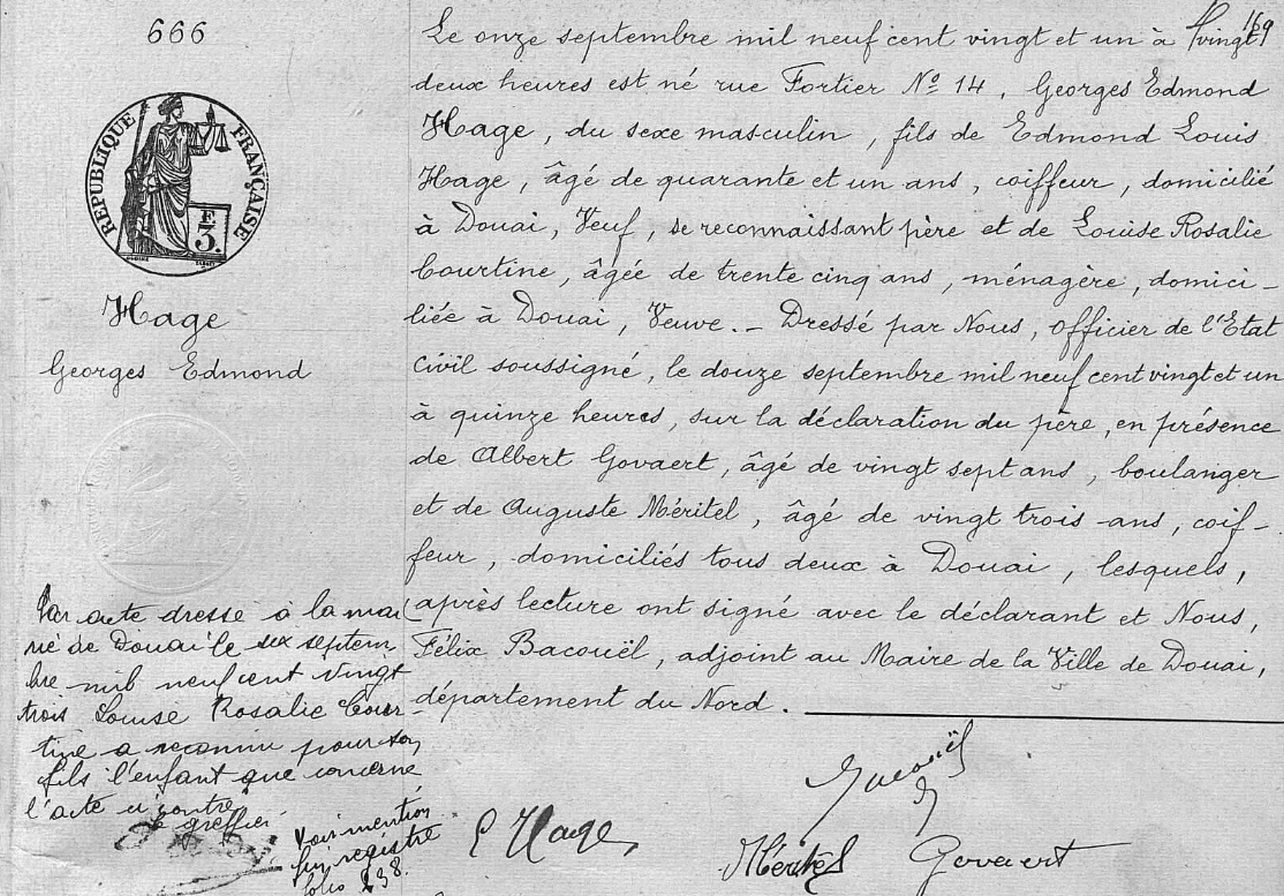
Son acte de naissance.
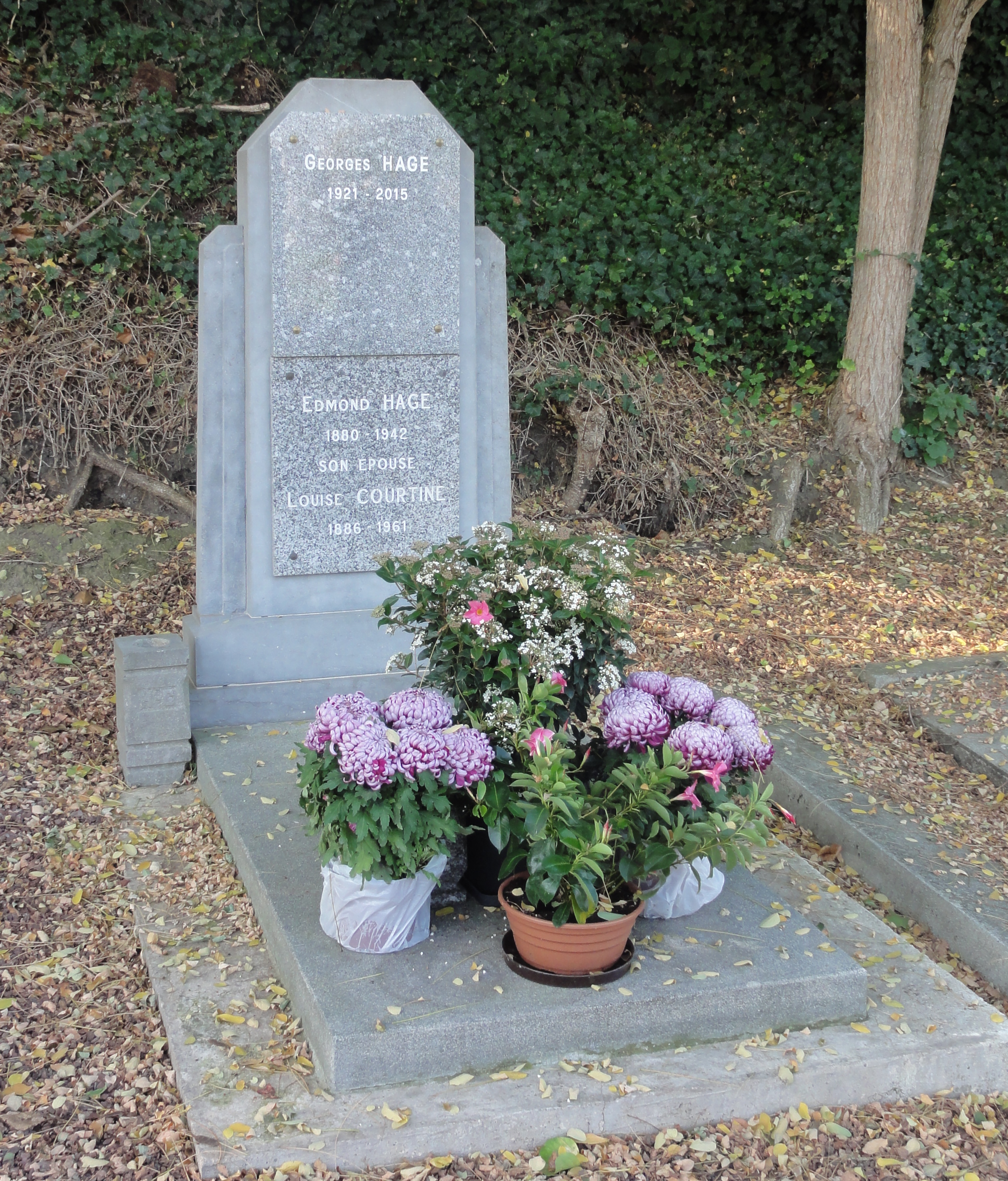
Sa tombe au cimetière de Douai.

## Mandats électoraux
- 16/03/1970 - 21/03/1982 : conseiller général du canton de Douai-Nord
- 1974 - 1992 : conseiller régional du Nord
- 02/04/1973 - 17/06/2007 : député du Nord
- 14/03/1983 - 18/06/1995 : conseiller municipal de Douai (Nord)

## Distinctions
- Chevalier de la Légion d'honneur (12 avril 2009)[7].